# Jozsef Burjan
Jozsef Burjan (* 20. April 1935 in Budapest; † 26. Dezember 2017) war ein ungarischer Fußballspieler und -trainer. Der Offensivspieler absolvierte in der alten erstklassigen Fußball-Oberliga West beziehungsweise Fußball-Oberliga Süd für Alemannia Aachen und den KSV Hessen Kassel von 1958 bis 1963 insgesamt 104 Spiele mit 25 Toren. Im Debütjahr der zweitklassigen Fußball-Regionalliga Süd, 1963/64, gewann er mit Hessen Kassel unter Trainer Walter Müller die Meisterschaft und zog in die Bundesligaaufstiegsrunde 1964 ein. In der Regionalliga Süd bestritt der von Honvéd Budapest über den VfR Heilbronn nach Deutschland gekommene Burjan von 1963 bis 1965 für Kassel insgesamt 44 Ligaspiele, in denen der Flügelstürmer neun Tore erzielte.

## Laufbahn

### Budapest, Heilbronn und Aachen, bis 1961
„Joschi“ Burjan spielte in seiner Geburtsstadt in der Jugendmannschaft von Honvéd Budapest im Stadtteil Kispest. Mit dem späteren 72-fachen Nationalstürmer Lajos Tichy – Tichy war einen Monat älter als Burjan – spielte er gemeinsam in der ungarischen Jugendauswahl. Burjan leistete gerade seinen Wehrdienst ab, als der ungarische Volksaufstand 1956 in seiner Heimatstadt losbrach. Er flüchtete über Wien in die Bundesrepublik Deutschland, landete in Heilbronn und schloss sich dort dem VfR an. In der Saison 1957/58 belegte er mit Heilbronn in der 1. Amateurliga Württemberg den vierten Rang. Da der Angreifer in der Oberliga sein Können unter Beweis stellen wollte, nahm er zur Runde 1958/59 das Vertragsangebot von Alemannia Aachen aus der Oberliga West an und wechselte von Württemberg in das Dreiländereck Deutschland-Belgien-Niederlande.
Bei den „Kartoffelkäfern“ vom Tivoli debütierte der gefühlvolle Flankengeber am 17. August 1958, bei einem 2:1-Heimerfolg gegen Viktoria Köln, auf Rechtsaußen in der Oberliga. Im damals gebräuchlichen WM-System bekleidete er zusammen mit Mittelstürmer Josef Martinelli und Linksaußen Manfred Frauencron die Position der drei Angriffsspitzen in der Elf seines Landsmanns und Trainers Béla Sárosi. Am Rundenende belegte Aachen den zehnten Rang und Burjan hatte alle 30 Ligaspiele absolviert und neun Tore erzielt. Ab Oktober 1959 erlebte der Mann aus Budapest die Trainingsarbeit von Helmut Kronsbein. Er bildete zumeist mit dem vom VfR Mannheim gekommenen Halbstürmer Theodor Laumann den rechten Flügel. Tabellarisch glückte die Verbesserung 1959/60 nur minimal, Aachen belegte den neunten Rang und Burjan hatte 28 Ligaspiele (3 Tore) bestritten. In seinem dritten Jahr, 1960/61, gelang eine glänzende Hinrunde mit 19:11 Punkten und der Tabellenführung nach der Vorrunde. Mit dem neuen Torjäger Willi Bergstein (25 Tore) schienen die „Kartoffelkäfer“ ernsthafter Anwärter auf den Titel zu sein. In der Rückrunde lief es aber nicht mehr gut, die Alemannia fiel auf den achten Rang zurück. Burjan hatte an der Seite von Bergstein, Laumann, Martinelli und Alfred Glenski in 26 Ligaspielen mitgewirkt und dabei neun Tore erzielt. Auf Empfehlung von Spielervermittler Dr. Ratz beendete „Joschi“ Burjan nach drei Jahren, vor der Saison 1961/62, in Aachen nach 83 Oberligaeinsätzen mit 23 Toren seine Aktivität und schloss sich Hessen Kassel in der 2. Liga Süd an.

### Hessen Kassel, 1961 bis 1965
Hessen Kassel hatte unter Trainer Willibald Hahn und mit den zwei Neuzugängen Peter Velhorn und Klaus-Peter Jendrosch in der 2. Liga Süd 1960/61 den vierten Rang belegt und wollte in der Runde 1961/62 in die Oberliga Süd aufsteigen. Als weitere Neuzugänge kamen deshalb neben Burjan noch Árpád Fazekas und Erich Hahn nach Nordhessen. Tatsächlich lieferte Kassel eine überzeugende Runde ab: In der Saison 1961/62 gelang der Meisterschaftsgewinn und damit der Aufstieg in die Oberliga Süd, die damals höchste Spielklasse im deutschen Fußball. Mit einem 15:1-Punktestand eröffnete der KSV die Saison. Durchschnittlich besuchten 17.000 Zuschauer die Heimspiele im Auestadion. Die erfolgreichsten Torschützen des Meisterteams waren Jendrosch (21 Tore), Hahn (20), Velhorn und Burjan mit jeweils 17 Toren. Die zwei Routiniers Karl Hutfles (Kapitän) und Walter Müller sorgten für die nötige Ernsthaftigkeit im Kader. Dem Team gehörten in der 2. Liga Süd unter anderem noch die zwei Torhüter Karl Loweg und Árpád Fazekas, sowie Feldspieler wie Hans Alt, Hans Michel, Dieter Vollmer, Theo Berning, Rolf Bertram und Lothar Kleim an. Der wegen seiner Flankenkunst, ausgefeilten Technik und seinem mannschaftsdienlichen Spiel vom Publikum wie den Mannschaftskameraden geschätzte Burjan absolvierte alle 34 Ligaspiele in der Aufstiegsrunde und erzielte 17 Tore. Nach dem Aufstieg in die Oberliga Süd waren mit Helmut Zatopek, Wolfgang Simon, Horst Assmy und Ernst Kuster vier Neuzugänge zum vorletzten Meister der 2. Liga Süd gekommen. Zum Auftakt empfing Kassel München 1860, das Team von Trainer Max Merkel. Das Spiel ging am 19. August 1962 gegen den späteren Südmeister mit 0:1 verloren. Burjan stürmte an der Seite von Assmy, Jendrosch, Kuster und Simon am linken Flügel. Er hatte es in den Zweikämpfen zumeist mit dem rechten Verteidiger der Münchner „Löwen“, Hans Reich, zu tun. Mit 0:6 Punkten und 1:18 Toren nach drei Spielen missglückte der Saisonstart völlig. Daraufhin wurde Trainer Hahn entlassen und durch den seine Spielerlaufbahn beendenden Walter Müller ersetzt. Am Rundenende nahm Kassel mit 29:31 Punkten den zehnten Rang ein. Burjan hatte 20 Ligaspiele absolviert und zwei Tore erzielt.
Nach Gründung der Bundesliga 1963 spielte der Mann aus Budapest mit dem KSV Hessen in der zweitklassigen Regionalliga Süd. Als Neuzugänge waren Spielmacher Rolf Fritzsche, Stopper Heinrich Dittel und Linksaußen Gerd Becker zum KSV gekommen. Persönlich startete Burjan mit dem 4:2-Auswärtserfolg am 1. September 1963 beim FC Bayern Hof in die Regionalligasaison. Die Hessen hatten die zwei vorherigen Spiele gegen Schwaben Augsburg (2:7) und Bayern München (2:3) verloren und standen unter Zugzwang. Nach einem 0:1-Halbzeitrückstand setzte sich das Team von Trainer Müller in der zweiten Spielhälfte mit 4:2 durch und Burjan erzielte mit seinem Tor den Endstand. Der Angreifer war auch beim herausragenden 6:1-Heimerfolg am 8. Dezember 1963 vor 30.000 Zuschauern gegen Kickers Offenbach im Einsatz.
Nach 38 Rundenspielen gewann Kassel mit 116:61 Toren und 55:21 Punkten in der Saison 1963/64 die Meisterschaft in der Regionalliga Süd. Die vor der Runde als klare Favoriten gehandelten FC Bayern München und Kickers Offenbach kamen auf den zweiten beziehungsweise dritten Rang. In der folgenden Aufstiegsrunde zur Bundesliga scheiterte der Südmeister am Nordvize Hannover 96, der beide Spiele gegen Kassel für sich entscheiden konnte: Am 6. Juni vor 37.000 Zuschauern im Auestadion mit 2:1 und am 28. Juni vor 70.000 Zuschauern im Niedersachsenstadion mit 3:1. Der überwiegend als Flügelstürmer eingesetzte „Joschi“ Burjan hatte 25 Spiele in der Liga mit sechs Toren und drei Einsätze in der Aufstiegsrunde absolviert.
Im zweiten Regionalligajahr, 1964/65, kamen für Burjan unter dem neuen Trainer Herbert Widmayer weitere 19 Spiele mit drei Toren hinzu. Im DFB-Pokal erlebte der in Kassel heimisch gewordene Ungar am 16. Januar 1965 bei einer 0:2-Heimniederlage gegen den Hamburger SV vor ausverkauftem Haus (30.000 Zuschauer) nochmals ein sportliches Highlight. Mit Toren von Uwe Seeler und Gert Dörfel setzte sich der Bundesligist mit 2:0 durch. Mit Karl-Heinz Bente hatte Burjan dabei den rechten Flügel gebildet.
Im Sommer 1965 beendete „Joschi“ Burjan seine höherklassige Spielerlaufbahn und übernahm das Amt des Spielertrainers beim TSV Sandershausen. Beim TSV Rothwesten und TSV Oberzwehren war er später als nebenberuflicher Trainer im Kasseler Amateurfußball tätig. Daneben zog sich „Joschi“ in die Altherrenmannschaft des KSV zurück, in der er noch volle zwei Jahrzehnte – mit einem Teil der Mannschaftskameraden von einst (Metzner, Fritzsche, Dinger, Burose) – zusammenspielte.

### Beruf und Hobby
Burjan leitete über 20 Jahre die Abteilung für Sport-Therapie in der Baunataler Behinderten-Werkstatt. Im Jahr 1998 ging er in Pension. Mit Freizeitaktivitäten wie Tischtennis, Volleyball und Fahrradtouren versuchte er sich so lang wie möglich fit zu halten. Der seit 1962 verheiratete Burjan lebte in Fuldabrück-Bergshausen.